# بوب بيرس
بوب بيرس (بالإنجليزية: Bob Pearce)‏ هو سياسي أسترالي، ولد في 24 فبراير 1946 في برث في أستراليا. حزبياً، نشط في حزب العمال الأسترالي. وقد انتخب عضو الجمعية التشريعية لأستراليا الغربية.